# Wilhelm Heienbrok
Wilhelm Heienbrok, sen. (* 10. Dezember 1855 in Jöllenbeck bei Bielefeld; † 2. März 1949 in Gadderbaum) war ein evangelischer deutscher Missionar.

## Leben
Heienbrok entstammte einer Leinen- und Seidenweberfamilie aus Jöllenbeck. Seine Jugendjahre wurden dort geprägt von der Mitgliedschaft im Evangelischen Männer- und Jünglingsverein, in dessen Posaunenchor er Zugposaune spielte.
Er durchlief in den Jahren 1877 bis 1883 eine Missionarsausbildung in Wuppertal-Barmen bei der Rheinischen Missionsgesellschaft und wurde 1883 zu den Batak auf der indonesischen Insel Sumatra als evangelischer Missionar entsandt. Nach seiner Rückkehr aus Indonesien leitete er ab 1887 als rechte Hand von Friedrich von Bodelschwingh in den Bethel’schen Anstalten bis zu seiner Pension im Jahr 1926 die Dienststelle „Dankort“.
Als Musiker und Kirchensänger gehörte er der Erweckungsbewegung um Pastor Volkening an. Die Erweckungsbewegung wurde durch Wilhelm Heienbrok, sen. auch in seinen Werken Zeugen und Zeugnisse aus Minden–Ravensberg (zwei Bände 1931) und Gottes Saat. Bilder aus der Erweckung im Ravensberger Land (Bethel bei Bielefeld 1928) beschrieben.
Am 31. Dezember 1885 heiratete Heienbrok auf Sumatra Anna Wüster, die einer Wuppertaler Familie entstammte. Sie verstarb am 8. November 1946 in Bethel. Aus dieser Ehe gingen zwölf Kinder hervor – drei Töchter und neun Söhne. Nachdem zwei Söhne bereits als Kinder verstarben, fielen zwei Söhne im Ersten Weltkrieg und ein Sohn ertrank bei einem Segelausflug auf dem Greifswalder Bodden.
1938 geriet der inzwischen 82-jährige Heienbrok in das Visier der NS-Justiz. In einem Verfahren nach dem Heimtückegesetz vor dem berüchtigten Sondergericht Dortmund wurden ihm regimekritische Briefe, der Versand von „Goebbels-Briefen“ und Abhandlungen über Gefangenenmisshandlung zur Last gelegt. Das Verfahren wurde im Juli 1938 eingestellt.
Dem beruflichen Vermächtnis folgte der erstgeborene Sohn Friedrich Wilhelm Heienbrok, der als Religionslehrer unter anderem in Bielefeld und in Berlin-Dahlem am Arndt-Gymnasium tätig war.

## Schriften
- Gottes Saat. Bilder aus der Erweckung im Ravensberger Land, Schriftniederlage der Anstalt Bethel, Bethel bei Bielefeld, o. J.
- Zeugen und Zeugnisse aus Minden-Ravensberg. Neu dargeboten von W. Heienbrok sen., 2 Bde., Verlagshandlung der Anstalt Bethel, 1931 (2. Auflage)
- [Einleitung und Herausgeberschaft] 10 Predigten von J. H. Volkening, dem Gotteszeugen in Ravensberg, Verlagshandlung der Anstalt Bethel, 1933